# Forchia
Forchia – miejscowość i gmina we Włoszech, w regionie Kampania, w prowincji Benewent.
Według danych na I 2009 gminę zamieszkiwały 1222 osoby przy gęstości zaludnienia 226,3 os./1 km².